# Andesgans
De Andesgans (Chloephaga melanoptera) is een gans uit de familie van de Anatidae.

## Kenmerken
Zowel het vrouwtje als het mannetje hebben een wit verenkleed met zwarte vleugels, zwarte staart en rode snavel. De lichaamslengte van het mannetje bedraagt 70 cm.

## Leefwijze
Hij is opmerkelijk genoeg zelden in het water te zien. Zwemmen doet deze vogel enkel in geval van nood, het grootste deel van zijn tijd is hij op het land te vinden. De Andesgans voedt zich met grassen.

## Verspreiding en leefgebied
Deze soort leeft in de buurt van meren in de Zuid-Amerikaanse Andes, in Peru en in het noorden van Chili en Argentinië, meestal dicht bij de sneeuwgrens. In de herfst zoeken ze lagergelegen gebieden op.